# Tělovýchovná jednota Spartak Praha Sokolovo 1963-1964
Questa voce raccoglie le informazioni riguardanti il Tělovýchovná jednota Spartak Praha Sokolovo nelle competizioni ufficiali della stagione 1963-1964.

## Stagione
Lo Sparta Praga sta affrontando il periodo della crisi di vittorie. In questa stagione la società si classifica sesta in campionato, vincendo la coppa cecoslovacca (4-1 in finale contro il VSS Košice). A giugno partecipa alla Coppa Mitropa: elimina ai quarti di finale l'MKT di Budapest (4-2 complessivo) e in semifinale estromette gli italiani del Bologna raggiungendo la finale, vinta per 2-0 nel derby cecoslovacco contro lo Slovan Bratislava.

## Calciomercato
La rosa del TJ Spartak Praha Sokolovo era interamente composta da cecoslovacchi: Andrej Kvašňák e Ivan Mráz nel 1993 ottennero la cittadinanza slovacca. La formazione era composta da calciatori nati prima della fine della seconda guerra mondiale: Kvašňák era il calciatore più esperto (27 anni), Bohumil Veselý era il più giovane (18 anni).

## Rosa
| N. |                           | Ruolo | Calciatore        |
| -- | ------------------------- | ----- | ----------------- |
|    | Cecoslovacchia (bandiera) | P     | Antonin Kramerius |
|    | Cecoslovacchia (bandiera) | D     | Václav Migas      |
|    | Cecoslovacchia (bandiera) | D     | Vladimír Táborský |
|    | Cecoslovacchia (bandiera) | C     | Václav Vrana      |
|    | Cecoslovacchia (bandiera) | C     | Pavel Dyba        |

| N. |                           | Ruolo | Calciatore     |
| -- | ------------------------- | ----- | -------------- |
|    | Cecoslovacchia (bandiera) | C     | Andrej Kvašňák |
|    | Cecoslovacchia (bandiera) | C     | Bohumil Veselý |
|    | Cecoslovacchia (bandiera) | A     | Václav Mašek   |
|    | Cecoslovacchia (bandiera) | A     | Ivan Mráz      |